# Theromyia murina
Theromyia murina là một loài ruồi trong họ Asilidae. Theromyia murina được Philippi miêu tả năm 1865.